# Yu-Gi-Oh! GX Tag Force
Yu-Gi-Oh! GX Tag Force est un jeu vidéo de cartes à collectionner développé et édité par Konami, sorti en 2006 sur PlayStation Portable. Il est inspiré du jeu de cartes à collectionner Yu-Gi-Oh! Jeu de cartes à jouer.

## Système de jeu
Dans ce jeu, il faut gérer une collection de cartes et réussir à se faire un ami pour le tournoi Tag Force.
Les boosters sont achetés avec des D.P (Duel Point/Point de Duel).Des cartes rares y sont présents tel que les Cyber Dragon, les 3 Bêtes sacrés, les Héros élémentaires ainsi que les Héros de la destiné et bien d'autres...

## Liste des duellistes disponibles
La liste des duellistes disponibles dans Yu-Gi-Oh! GX Tag Force correspond aux protagonistes de la saison 1 de la série Yu-Gi-Oh! GX.
| Prénom                  | Dortoir / Affectation         | Numéro |
| ----------------------- | ----------------------------- | ------ |
| Jaden Yuki              | Rouge Slifer                  | 1      |
| Syrus Truesdale         | Rouge Slifer                  | 2      |
| Charlie Huffington      | Rouge Slifer                  | 3      |
| Alexia Rhodes           | Bleu Obelisque                | 4      |
| Chad Princeton          | Bleu Obelisque / Rouge Slifer | 5      |
| Bastien Misawa          | Jaune râ                      | 6      |
| Zane Truesdale          | Bleu Obelisque                | 7      |
| Vegan Crowler           | Professeur (Bleu Obelisque)   | 8      |
| Lyman Banner            | Professeur (Rouge Slifer)     | 9      |
| Isidore Rhodes          | Bleu Obelisque                | 10     |
| Camula                  | Cavalier de l'Ombre           | 11     |
| Tania                   | Cavalier de l'Ombre           | 12     |
| Don Zaloog              | Cavalier de l'Ombre           | 13     |
| Abidos III              | Cavalier de l'Ombre           | 14     |
| Titan                   | Cavalier de l'Ombre           | 15     |
| Amnael                  | Cavalier de l'Ombre           | 16     |
| Kagemaru                | Ø                             | 17     |
| Damon                   | Bleu Obelisque                | 18     |
| Jasmine                 | Bleu Obelisque                | 19     |
| Mindy                   | Bleu Obelisque                | 20     |
| Blair Flannigan         | Rouge Slifer                  | 21     |
| Para                    | Ø                             | 22     |
| Dox                     | Ø                             | 23     |
| Magicienne des Ténèbres | Esprit de Carte               | 24     |
| Jinzo                   | Esprit de Carte               | 25     |
| Sadie                   | Ø                             | 26     |
| Madame Dorothée         | Ø                             | 27     |
| Slade Princeton         | Ø                             | 28     |
| Jagger Princeton        | Ø                             | 29     |
| Fonda Fontaine          | Professeur                    | 30     |
| Le Joueur               | Joueur Pro                    | 31     |
| Yasmin                  | Ø                             | 32     |